# Equus lambei
Equus lambei (conocido ocasionalmente como asno del Yukón o caballo del Yukón) es una especie extinta del género Equus. Equus lambei se extendió por Norteamérica durante el Pleistoceno, hasta hace aproximadamente 10.000 años. Probablemente era muy similar al actual kiang. Un cadáver parcial de Equus lambei está en exhibición en el Yukon Beringia Interpretive Centre en Whitehorse, Yukón.
E. lambei era un pariente cercano de los caballos modernos.

## Historia natural
Junto con el bisonte estepario (Bison priscus), el mamut lanudo (Mammuthus primigenius) y el caribú (Rangifer tarandus), Equus lambei fue una de las especies más comunes de la edad glacial que vivieron en los pastizales de estepa en el este de Beringia. Esta especie es conocida a partir de numerosos dientes y huesos, y un cadáver parcial descubierto en 1993, cuya datación por medio de radiocarbono indicó una edad de 26.280 ± 210 años antes del presente. Este cadáver consistía en un gran sección de la piel, parte del coxis, una parte inferior de una pata, y algunos intestinos. La piel conservaba algunos largos pelos rubios y pelos de la cola, gruesos pelos del cuerpo superior blanquecinos, y pelos marrones oscuros en la pata. Se han hallado dientes en gran número de esta especie en sitios arqueológicos de la región.